# Bjurtjärnen (Lövångers socken, Västerbotten)
Bjurtjärnen är en sjö i Skellefteå kommun i Västerbotten och ingår i Mångbyåns huvudavrinningsområde. Sjön har en area på 0,0443 kvadratkilometer och ligger 34 meter över havet. Sjön avvattnas av vattendraget Svartmorsbäcken.

## Delavrinningsområde
Bjurtjärnen ingår i det delavrinningsområde (716046-175677) som SMHI kallar för Mynnar i Djupbäcken. Medelhöjden är 59 meter över havet och ytan är 12,67 kvadratkilometer. Det finns inga avrinningsområden uppströms utan avrinningsområdet är högsta punkten. Svartmorsbäcken som avvattnar avrinningsområdet har biflödesordning 3, vilket innebär att vattnet flödar genom totalt 3 vattendrag innan det når havet efter 17 kilometer. Avrinningsområdet består mestadels av skog (81 procent) och sankmarker (11 procent). Avrinningsområdet har 0,05 kvadratkilometer vattenytor vilket ger det en sjöprocent på 0,4 procent.